# USS Kalamazoo (1863)
USS Kalamazoo amerykański monitor dwuwieżowy, okręt główny typu Kalamazoo. Zaprojektowany przez Benjamina F. Delano. Stępkę okrętu położono w New York Navy Yard w 1863. Prace nad jednostką wstrzymano 27 listopada 1865 z powodu zakończenia wojny secesyjnej. 15 czerwca 1869 zmieniono nazwę okrętu na „Colossus”. Budowany w stoczni US Navy, w której brakowało odpowiednich pomieszczeń magazynowych, został zbudowany ze źle przesezonowanego drewna, które było wystawione na działanie środowiska. Kadłub „Kalamazoo” zaczął gnić na pochylni i został rozebrany w 1884.